# Alexandr Maletin
Alexandr Ivánovich Maletin –en ruso, Александр Иванович Малетин– (Tolmachovo, URSS, 6 de febrero de 1975) es un deportista ruso que compitió en boxeo.
Participó en dos Juegos Olímpicos de Verano, en los años 2000 y 2004, obteniendo una medalla de bronce en Sídney 2000, en el peso ligero.
Ganó tres medallas en el Campeonato Mundial de Boxeo Aficionado entre los años 1997 y 2003, y tres medallas de oro en el Campeonato Europeo de Boxeo Aficionado entre los años 2000 y 2004.

## Palmarés internacional
| Juegos Olímpicos   | Juegos Olímpicos      | Juegos Olímpicos  | Juegos Olímpicos |
| Año                | Lugar                 | Medalla           | Categoría        |
| ------------------ | --------------------- | ----------------- | ---------------- |
| 2000               | Sídney (Australia)    | Medalla de bronce | 60 kg            |
| Campeonato Mundial |                       |                   |                  |
| Año                | Lugar                 | Medalla           | Categoría        |
| 1997               | Budapest (Hungría)    | Medalla de oro    | 60 kg            |
| 2001               | Belfast (Reino Unido) | Medalla de bronce | 60 kg            |
| 2003               | Bangkok (Tailandia)   | Medalla de plata  | 64 kg            |
| Campeonato Europeo |                       |                   |                  |
| Año                | Lugar                 | Medalla           | Categoría        |
| 2000               | Tampere (Finlandia)   | Medalla de oro    | 60 kg            |
| 2002               | Perm (Rusia)          | Medalla de oro    | 60 kg            |
| 2004               | Pula (Croacia)        | Medalla de oro    | 64 kg            |